# Newport ’58
Newport ’58 — концертный альбом американской певицы Дины Вашингтон, записанный на Ньюпортском джазовом фестивале в 1958 году при участии виброфонистов Терри Гиббс и Дон Эллиотт, ударника Макс Роучи, тромбонистки и аранжировщицы Мельбы Листон. Релиз пластинки состоялся в том же году на лейбле EmArcy Records.

## Отзывы критиков
| Оценки критиков                   | Оценки критиков |
| Источник                          | Оценка          |
| --------------------------------- | --------------- |
| AllMusic                          | [ 1 ]           |
| Billboard                         | [ 2 ]           |
| The Encyclopedia of Popular Music | [ 3 ]           |

В журнале Billboard заявили, что это один из лучших альбомов, записанных на фестивале 1958 года, отметив при этом превосходную игру музыкантов и первоклассные интерпретации стандартов.

## Список композиций
1. «Lover, Come Back to Me» (Зигмунд Ромберг, Оскар Хаммерстайн II) — 2:16
2. «Backwater Blues» (Бесси Смит) — 4:33
3. «Crazy Love» (Сэмми Кан, Фил Туминелло) — 3:27
4. «All of Me» (Джеральд Маркс, Сеймур Саймонс) — 5:18
5. «Backstage Blues» (Дон Эллиотт, Терри Гиббс, Урби Грин) — 9:10
6. «Julie and Jake» (Терри Гиббс) — 8:40

## Участники записи
- Дина Вашингтон — вокал, вибрафон
- Блу Митчелл — труба
- Мельба Листон — тромбон, аранжировка
- Урби Грин — тромбон
- Сахиб Шихаб — баритон-саксофон
- Гарольд Оусли — тенор-саксофон
- Терри Гиббс — вибрафон
- Дон Эллиотт — вибрафон, меллофон
- Уинтон Келли — фортепиано
- Пол Уэст — бас-гитара
- Макс Роуч — ударные
- Джек Трейси — продюсер